# The Prettiest Star
Singles de David Bowie
Space Oddity
(juillet 1969) Memory of a Free Festival
(juin 1970)
The Prettiest Star est une chanson écrite, composée et interprétée par David Bowie. Dédiée à sa fiancée Angela Barnett, elle est sortie en single en mars 1970. Contrairement à son précédent single, Space Oddity, c'est un échec commercial complet, malgré un bon accueil critique. Trois ans plus tard, une nouvelle version de la chanson paraît sur l'album Aladdin Sane.

## Histoire

### Enregistrement
Après le succès du 45 tours Space Oddity, qui atteint la cinquième place du hit-parade britannique en novembre 1969, Bowie commence à travailler sur son single suivant en janvier 1970. Il envisage d'abord que ce soit une nouvelle version de London Bye Ta-Ta, une composition de 1968. The Prettiest Star n'est censée servir que de face B au single. Cette chanson est dédiée à sa fiancée Angela Barnett : il la lui joue au téléphone dès le mois de décembre 1969, alors qu'elle passe les fêtes dans sa famille à Chypre. Le biographe Nicholas Pegg décèle dans cette composition l'influence de Biff Rose, un auteur-compositeur-interprète américain que Bowie écoute beaucoup à l'époque.
The Prettiest Star et London Bye Ta-Ta sont enregistrées en l'espace de trois séances aux studios Trident de Londres, dans la nuit du 7 au 8, puis le 13 et le 15 janvier. La première est marquée par la participation du guitariste Marc Bolan, ami et rival de Bowie. D'après le producteur Tony Visconti, qui est à l'origine de la présence de Bolan, « il est arrivé et ils ont été à couteaux tirés ». L'ambiance dans le studio est bonne jusqu'à une remarque acide de June Child, la petite amie de Bolan, qui lâche que la chanson ne vaut rien.
Pour accompagner Bowie, Visconti fait également appel au batteur Godfrey McLean et au bassiste Delisle Harper, tous deux membres de Gass, un groupe de funk rock dont il a produit un single peu de temps auparavant. Insatisfait de la prestation de Harper, il interprète lui-même la partie de guitare basse ultérieurement avant de l'overdubber sur la chanson.

### Parution et accueil
À la fin des séances d'enregistrement, Bowie décide, contre l'avis de son manager Kenneth Pitt, de faire de The Prettiest Star la face A de son prochain single. Le 45 tours The Prettiest Star est publié par Mercury Records le 6 mars 1970. Sa face B est Conversation Piece, une chanson enregistrée durant les séances du deuxième album de Bowie, dont elle a été écartée à la dernière minute.
La presse musicale britannique lui réserve un accueil positif et la considère comme le digne successeur de Space Oddity, susceptible de réaliser une belle performance au hit-parade. Malgré ces prédictions, c'est un échec commercial complet : moins de 800 exemplaires du disque sont écoulés dans les deux semaines qui suivent sa parution.
The Prettiest Star apparaît dans les compilations Sound + Vision (1990) et Re:Call 1 (2015) en mono. Une version stéréo réalisée en 1987 figure dans la compilation The Best of David Bowie 1969/1974 (1997), ainsi que dans les bonus de la réédition du 40e anniversaire de l'album Space Oddity (2009).

### Deuxième version
Pistes de Aladdin Sane
Time
(6) Let's Spend the Night Together
(8)
Bowie inclut une nouvelle version de The Prettiest Star sur Aladdin Sane, son sixième album, sorti en avril 1973. Enregistrée avec les autres morceaux de l'album, entre décembre 1972 et janvier 1973 aux studios RCA de New York et Trident de Londres, elle s'inscrit dans la thématique de la nostalgie des années 1950 américaines également présente sur Drive-In Saturday, avec des chœurs de type doo-wop et l'ajout d'un saxophone,.
Cette version est reprise en face B du single Time. publié aux États-Unis en juin 1973.

## Musiciens

### Single
- David Bowie : chant, guitare acoustique
- Marc Bolan : guitare électrique
- Tony Visconti : basse
- Godfrey McLean : batterie[7]

### Aladdin Sane
- David Bowie : chant, guitare, saxophone
- Mick Ronson : guitare, piano, chœurs
- Trevor Bolder : basse
- Mick Woodmansey : batterie
- Mike Garson : piano
- Ken Fordham : saxophone, flûte traversière
- Brian Wilshaw : saxophone ténor, flûte traversière[11]